# Даница Глумац
Даница Глумац (15. август 1930 — Београд, 14. фебруар 2014) била је југословенска и српска одбојкашица и репрезентативка.
Била је члан одбојакшке репрезентација Југославије која је освојила прву међународну медаљу за нашу одбојку, бронзу на Европском првенству у Паризу 1951. Играла је за Партизан са којим је освојила четири титуле првака државе и две титуле победника купа. По завршетку каријере бавила се тренерским послом, била је савезни капитен женске сениорске репрезентације на Европском првенству 1971. и тренер женске јуниорске репрезентације Југославије на првенствима Европе 1966. и 1969.
Преминула је у 84. години и сахрањена је на Новом Гробљу у Београду.